# Jadwiga Jaśkiewiczowa
Jadwiga Jaśkiewiczowa (ur. 13 kwietnia 1918 w Pskowie, zm. 30 kwietnia 2006) – polska prawnik i ekonomista, specjalizująca się w finansach i prawie finansowym. 

## Życiorys
Pochodziła z rodziny robotniczej. Szkołę powszechną oraz gimnazjum ukończyła w Wilnie. Od 1937 do wybuchu II wojny światowej studiowała na Wydziale Prawa i Nauk Społecznych Uniwersytetu Stefana Batorego.
W wyniku repatriacji w 1945 zamieszkała w Toruniu, gdzie w 1947 ukończyła studia na Wydziale Prawa Uniwersytetu Mikołaja Kopernika. Po studiach podjęła pracę na stanowisku młodszego asystenta w Katedrze Skarbowości i Prawa Skarbowego na UMK. W 1950 uzyskała na Wydziale Prawa UMK stopień doktora nauk prawnych na podstawie napisanej pod kierunkiem Leona Kurowskiego rozprawy pt. Problem rodziny w polskim prawie skarbowym. W 1952 przeniosła się na Wybrzeże. Początkowo została zatrudniona na stanowisku starszego asystenta, a następnie od 1 lutego 1953 adiunkta w Katedrze Finansów na Wyższej Szkole Ekonomicznej w Sopocie. Od 1955 pełniła funkcję zastępcy kierownika tej Katedry. Od 1956 była członkiem Polskiego Towarzystwa Ekonomicznego. W latach 1964–1966 pełniła funkcję prodziekana Wydziału Morskiego WSE w Sopocie. W 1969 uzyskała tytuł naukowy profesora nadzwyczajnego nauk ekonomicznych. Po powstaniu Uniwersytetu Gdańskiego, stała się pracownikiem Wydziału Prawa i Administracji UG. W okresie od 1 października 1972 do 31 października 1981 kierowała Zakładem Prawa Finansowego w Instytucie Administracji i Zarządzania, od 1 listopada 1981 do 30 września 1988 - Katedrą Prawa Finansowego. 1 września 1988 przeszła na emeryturę.
Pracowała też w Szkole Wyższej im. Pawła Włodkowica w Płocku.
Była żoną Zbigniewa Jaśkiewicza. Matka Stefana, nauczyciela fizyki.
Pochowana na cmentarzu parafialnym w Sopocie (sektor A1-14-13).

## Wybrane publikacje
- Charakterystyka podatku od nabycia praw majątkowych i opłaty skarbowej (1949)
- Finanse. Cz. 1, Zarys nauki finansów publicznych (1962, wspólnie ze Zbigniewem Jaśkiewiczem)
- Konstrukcja progresji podatkowej w Polsce (1965)
- Polski system finansów publicznych (1966, wspólnie ze Zbigniewem Jaśkiewiczem)
- Zarys nauki finansów publicznych (1967, wspólnie ze Zbigniewem Jaśkiewiczem)
- Rozwój systemu podatkowego w 30-leciu Polski Ludowej (1976, redakcja pracy zbiorowej)
- Finanse i prawo finansowe. Cz. 1 (1978)
- Prawo finansowe (1987)

## Ordery i odznaczenia
- Krzyż Kawalerski Orderu Odrodzenia Polski (1973)[5]